# Бабанины
Бабанины (Бобанины) — дворянский род.
В 1573 году опричником Ивана Грозного числился Иван Андреевич Бобанин.
Род происходит от Авксентия Труфановича (1588—1620), имевшего двух сыновей: Кирея и Ивана. Род Бабаниных записан в VI часть родословных книг губерний Воронежской, Курской и Тульской.
Другой род Бабаниных восходит к началу XVII века и имеет своим родоначальником тулянина Романа Никитича, внук которого, Василий Степанович Бабанин, думный дьяк, участвовал при заключении договора с поляками в 1686 году. Дмитрий Фомич и Иван Степанович Бобанины московские дворяне в 1692 г.

## Описание герба
Щит разделён на четыре части, из коих в правой части в красном поле серебряный центавр, обращённый в левую сторону и держащий в правой руке меч, а в левой щит; во второй части в серебряном поле коронованный лев, обращённый в правую сторону и держащий в правой лапе меч, в третьей части в золотом поле выходящая из облака рука, держащая шпагу и поражающая змия; в четвертой части в голубом поле положены две шпаги крестообразно, остриями вверх, над коими находится золотая шестиугольная звезда, а
внизу полумесяц золотой же, обращённый рогами вверх.
Щит увенчан дворянскими шлемом и короной. Нашлемник: более половины птица баба. Намёт на щите голубой и красный, подложенный золотом. Щит держат с правой стороны белый единорог, а с левой лев. Герб рода Бабаниных внесён в Часть 10 Общего гербовника дворянских родов Всероссийской империи, стр. 29.